# Chmelia slovaca
Chmelia slovaca är en svampart som beskrevs av Svob.-Pol. 1966. Chmelia slovaca ingår i släktet Chmelia och familjen Pleosporaceae.   Inga underarter finns listade i Catalogue of Life.